# Ausa (Udine)
Ausa nebo Aussa (standardní furlanštinou Ausse, středovýchodní furlanštinou Aussa) je řeka v Bassa Friulana, která vzniká soutokem několika obnovených vodních toků. Její povodí má rozlohu asi 60 km², přičemž celkový průtok u ústí činí 45 m³/s.
Někdy se vyskytuje pravopisná podoba Aussa; tato i rozšířenější Ausa by se měly vyslovovat ['au̯.sa] s neznělým „s“.

## Průběh toku
Počátek Ausy je v obci Aiello del Friuli, u mostu Novacco, kde se do zavlažovacího kanálu Barisada vlévá větev zavlažovacího kanálu Sobresco, která od té doby přebírá název Ausa. Poté, co prochází statkem Molin di Ponte (kde kdysi stávala stejnojmenná osada, kterou koupila firma Lloyd Adriatico a přeměnila ji do dnešní podoby) a přijímá vodu ze zavlažovacího kanálu Pusianich, vstupuje Ausa na území obce Cervignano del Friuli. Zde přijímá levostranné přítoky: roggia dei Prati a roggia Brischis. Při vstupu do městského centra Cervignana, po několika zákrutech v oblasti zvané Pradulin, přijímá Ausa zprava vody řeky Taglio (starověké Imburino) a zleva vody řeky roggia Fredda, místně zvané La Freda (ve skutečnosti uměle napojené na Ausu odvodňovacím kanálem Sarcinelli). Zde jsou mosty státní silnice Terst-Benátky a železnice, zatímco o něco níže po proudu je most na via Udine (Ponte di Ferro), který je předposledním mostem před ústím. Od 19. století proběhly četné kanalizační práce, které vedly k odstranění téměř všech zákrut a ostrůvků na toku pod Cervignanem. Dnes má řeka dlouhé rovné úseky a starobylý tok Ausy je rozpoznatelný pouze v několika mrtvých ramenech, známých pod frurlanským slovem muarts. Ausa pak přijímá zprava vody kanálu Banduzzi přitékajícího od Torviscosy a nakonec tvoří s řekou Corno (Barancole) jedno koryto. Od ústí Ausa-Corno začínají dvě dlouhé řady kůloví (briccola), které vymezují plavební kanál, jenž protíná lagunu Marano, vyznačuje rovněž hranici s lagunou Grado a ústím Porto Buso dosahuje moře mezi stejnojmenným ostrovem a ostrovem Sant'Andrea.
V povodí řek Aussa a Corno se rozvinula významná průmyslová oblast (v názvu průmyslové oblasti se „Aussa“ píše se dvěma „s“) s připojeným obchodním přístavem na dolním toku řeky Corno.

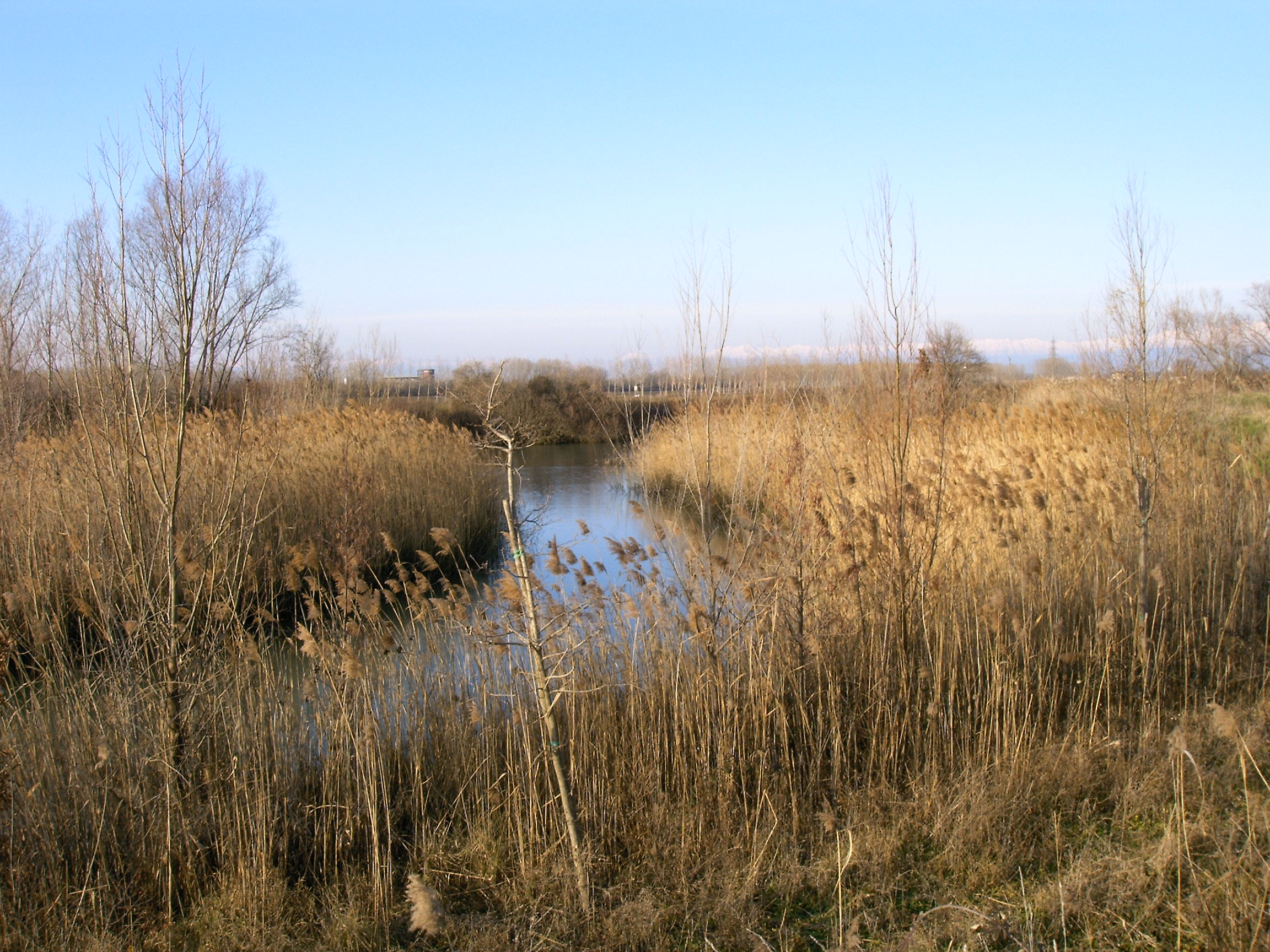
Muart di Carot, mrtvé rameno řeky Ausa po proudu od Cervignana

## Historie
Před zničením Aquileie v římských dobách se v dolní části řeky nacházel další most – Ponte Orlando, jehož základy jsou dodnes patrné pod vodou, a snad ještě třetí most poblíž laguny, po kterém zřejmě přešel Attila, aby pokračoval ve zničení Marano Lagunare.
Ve starověku byla řeka Ausa označována jako Alsa a první zmínka o ní je v díle Naturalis historia Plinia staršího z 1. století n. l. Ve 4. století se pak o ní zmiňuje Sextus Aurelius Victor, protože do ní byla v roce 340 vhozena mrtvola císaře Konstantina II. zabitého jeho bratrem Constantem.
Po několik staletí, až do roku 1797, řeka vyznačovala úsek hranice mezi Benátskou republikou a habsburským územím, a to od ústí až po Cervignano (samotná osada byla rozdělena: Rakušané drželi historické centrum jižně od řeky, Benátčané severní břeh). Od roku 1866 do roku 1919 tvořil dolní tok řeky Ausy a kanál Banduzzi hranici mezi Italským královstvím a Rakousko-Uherskem.